# Tusk (álbum)
Tusk é o 12º álbum de estúdio da banda de rock anglo-americana Fleetwood Mac. Lançado em 1979, é considerado um álbum experimental, principalmente pelos arranjos esparsos nas músicas criadas por Lindsey Buckingham e pela influência da New Wave e da música punk nas suas técnicas de produção. O baixista John McVie comentou que o álbum soa como o trabalho de três artistas solo (Buckingham, Stevie Nicks e Christine McVie) enquanto o baterista Mick  Fleetwood declarou que este era seu álbum favorito e o melhor álbum de estúdio da carreira do Mac. Custando mais de um milhão de dólares para ser gravado - é um álbum duplo -, um fato que despertou grande atenção da imprensa na época, foi o mais caro álbum já produzido até então.

## Recepção
| Críticas profissionais | Críticas profissionais |
| Avaliações da crítica  | Avaliações da crítica  |
| Fonte                  | Avaliação              |
| ---------------------- | ---------------------- |
| Allmusic               | [ 2 ]                  |
| Rolling Stone          | (Favorável)            |

Tusk foi bem recebido pela crítica, especialmente pela Rolling Stone, que lhe deu uma resenha favorável e o comparou, em concepção, ao Álbum Branco dos Beatles. Ele chegou ao nº 4 nas paradas da Billboard e recebeu o certificado de dupla platina por dois milhões de cópias vendidas. No Reino Unido, ele atingiu o topo do UK Chart (#1) e um disco de platina por mais de 300.000 cópias vendidas. Duas das canções dele, lançadas como singles, entraram no Top 10 dos EUA: a faixa título Tusk, uma criação de Buckingham feita em cima de ritmo de tambores e com a participação da University of Southern California Trojan Marching Band (#8) e a canção de Stevie Nicks, Sara (# 7) a de maior sucesso nas paradas. Esta última, com 6:22 de duração, foi cortada para 4:30 para ser lançada como single, mas sua duração total foi restaurada quando saiu novamente na compilação Greatest Hits de 1988, em The Very Best of Fleetwood Mac de 2002 e no relançamento de Tusk, em 2004.
Peter Green, o guitarista original e co-fundador do Mac em 1967 tomou parte nas sessões de gravação, mas sua participação na canção de McVie, Brown Eyes, não é creditada no álbum.
Apesar de Tusk ter vendido 4 milhões de cópias em todo mundo, em comparação com as enormes vendas do álbum anterior, Rumours, e da grande quantidade de dinheiro gasta em sua produção, a gravadora o considerou um fracasso e colocou a culpa toda em Lindsey Buckingham. Mick Fleetwood, porém, culpa o fato de todo o disco ter vazado antes do lançamento para as rádios da cadeia RKO, o que permitiu que ele fosse gravado em massa pelos fãs mesmo antes de ser lançado.  Além disso, havia o fato do  álbum ser duplo e ter um preço de mercado muito acima do normal para  a época.
A banda embarcou numa excursão mundial de dezoito meses para promover o disco, viajando extensivamente pelo mundo, apresentando-se nos EUA, Reino Unido, França, Austrália, Nova Zelândia, Japão, Holanda, Bélgica e Alemanha - onde dividiram o show com Bob Marley - entre outros. Foi nesta excursão que eles gravaram seu próximo e primeiro álbum ao vivo, Fleewtwood Mac Live, lançado no ano seguinte.

## Faixas
| Lado 1 |                   |                    |         |  |
| N.º    | Título            | Compositor(es)     | Duração |  |
| 1.     | "Over & Over"     | Christine McVie    | 4:35    |  |
| 2.     | "The Ledge"       | Lindsey Buckingham | 2:08    |  |
| 3.     | "Think About Me"  | C. McVie           | 2:44    |  |
| 4.     | "Save Me a Place" | Buckingham         | 2:40    |  |
| 5.     | "Sara"            | Stevie Nicks       | 6:22    |  |

| Lado 2 |                                       |                |         |  |
| N.º    | Título                                | Compositor(es) | Duração |  |
| 1.     | "What Makes You Think You're the One" | Buckingham     | 3:32    |  |
| 2.     | "Storms"                              | Nicks          | 5:31    |  |
| 3.     | "That's All for Everyone"             | Buckingham     | 3:04    |  |
| 4.     | "Not That Funny"                      | Buckingham     | 3:13    |  |
| 5.     | "Sisters of the Moon"                 | Nicks          | 4:42    |  |

| Lado 3 |                        |                |         |  |
| N.º    | Título                 | Compositor(es) | Duração |  |
| 1.     | "Angel"                | Nicks          | 4:54    |  |
| 2.     | "That's Enough for Me" | Buckingham     | 1:50    |  |
| 3.     | "Brown Eyes"           | C. McVie       | 4:27    |  |
| 4.     | "Never Make Me Cry"    | C. McVie       | 2:12    |  |
| 5.     | "I Know I'm Not Wrong" | Buckingham     | 3:02    |  |

| Lado 4 |                    |                |         |  |
| N.º    | Título             | Compositor(es) | Duração |  |
| 1.     | "Honey Hi"         | C. McVie       | 2:43    |  |
| 2.     | "Beautiful Child"  | Nicks          | 5:23    |  |
| 3.     | "Walk a Thin Line" | Buckingham     | 3:48    |  |
| 4.     | "Tusk"             | Buckingham     | 3:30    |  |
| 5.     | "Never Forget"     | C. McVie       | 3:30    |  |

## Créditos
Fleetwood Mac
- Lindsey Buckingham – guitarra, piano, baixo elétrico, bateria, harmônica, vocais
- Stevie Nicks – vocais, teclados
- Christine McVie – teclados, piano, acordeão, vocais
- John McVie – baixo elétrico
- Mick Fleetwood – bateria, percussão

Convidados
- USC Trojan Marching Band – em Tusk
- Peter Green – guitarra em  Brown Eyes, não creditado[3]